# Cruzeirinho (Timóteo)
Cruzeirinho é um bairro do município brasileiro de Timóteo, no interior do estado de Minas Gerais. Localiza-se no distrito-sede, estando situado na Regional Nordeste. Segundo o censo demográfico de 2022, realizado pelo Instituto Brasileiro de Geografia e Estatística (IBGE), sua população era de 1 129 habitantes e havia 430 domicílios particulares permanentes ocupados.
De acordo com o IBGE, em 2010 a população era de 1 273 habitantes e havia 412 domicílios particulares.

## História e descrição

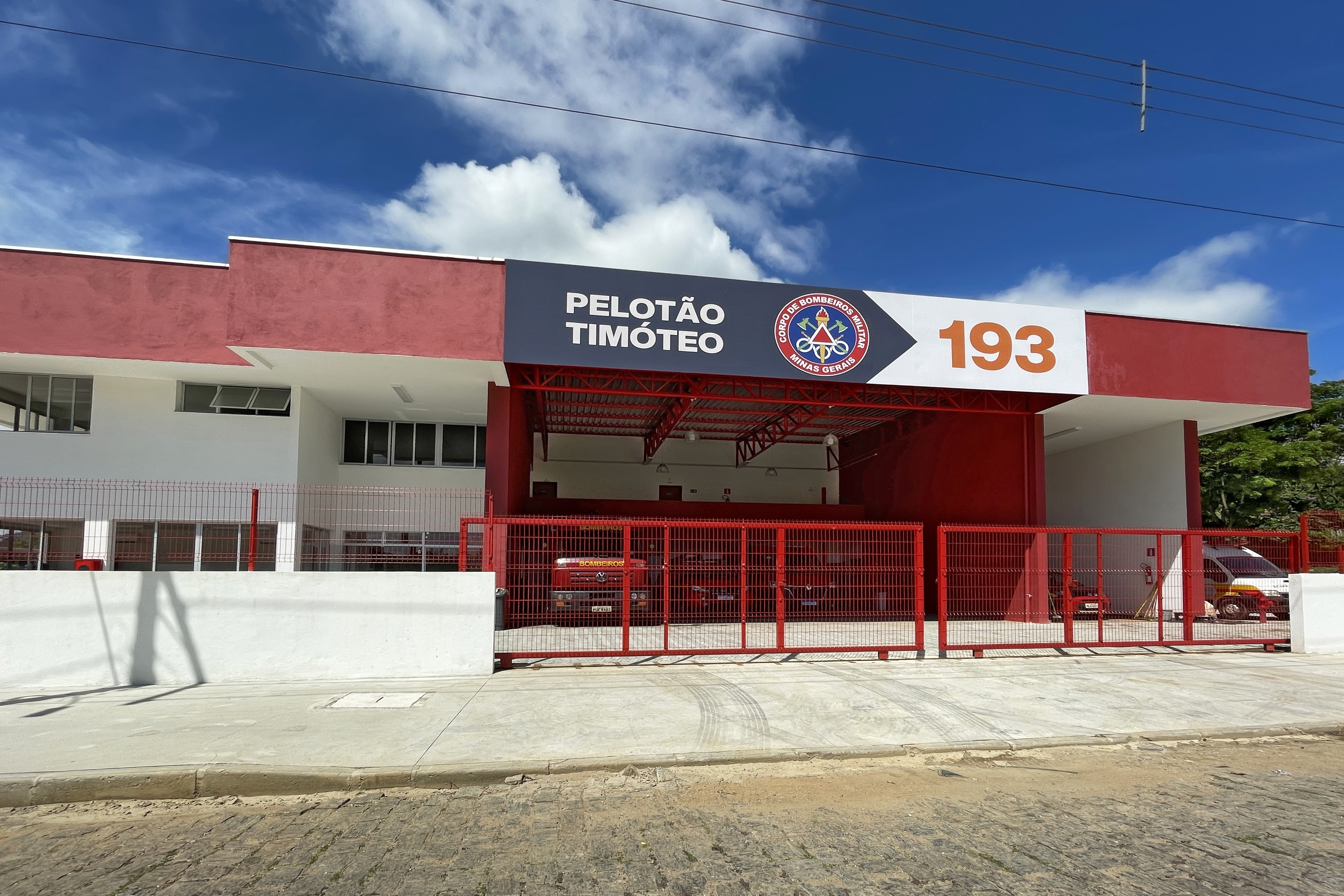
Pelotão do Corpo de Bombeiros de Timóteo no Cruzeirinho

O surgimento do bairro está relacionado à expansão da antiga vila operária da Acesita (atual Aperam South America), para atender aos trabalhadores da empresa, instalada em Timóteo na década de 1940. Embora tenha sido projetado para atender a sua ampliação na década de 1950, acabou se concretizando somente nas décadas seguintes com um traçado diferente do previsto.
Em dezembro de 2024, foi inaugurada no bairro Cruzeirinho a nova sede do Pelotão do Corpo de Bombeiros de Timóteo, construída em uma área de 791 m².